# Террі Голл
Террі Голл, насправді Теренс Едвард Голл (народився 19 березня 1959, Ковентрі, помер 18 грудня 2022) — британський співак, фронтмен британської ска-групи «другої хвилі» The Specials і поп-рок- групи Fun Boy Three.
Він також був учасником The Colourfield, Terry, Blair & Anouchka та Vegas. Співпрацював з багатьма митцями, в тому числі з The Lightning Seeds, Шинейд О'Коннор, Стівеном Даффі, Dub Pistols, Gorillaz, Деймоном Алберном, Tricky, Junkie XL, Leila Arab, Лілі Аллен і Nouvelle Vague.

## Біографія
Свою музичну кар'єру він розпочав у Ковентрі наприкінці 1970-х із панк- гуртом Squad. У 1977 році він приєднався до The Coventry Automatics, яка змінила свою назву на The Special AKA The Coventry Automatics, а невдовзі скоротила назву до The Special AKA. З цією групою він записав перші два альбоми, Specials (2 Tone Rec. 1979) і More Specials (2 Tone Rec. 1980).
У 1981 році, після запису синглу Ghost Town, він разом із Лінвалом Голдінгом і Невілом Стейплом залишив групу, щоб створити групу Fun Boy Three. З цією групою Террі записав два альбоми: Fun Boy Three (Chrysalis 1982) і Waiting (Chrysalis 1983). Група розпалася в 1983 році.
У 1984 році разом з Тобі Лайонсом і Карлом Шейлом, відомими по гурту Swinging Cats, заснували гурт The Colourfield. Він діяв до 1987 року, залишивши позаду три студійні альбоми Virgins & Philistines (Chrysalis 1985), The Color Field (Chrysalis 1986), Deception (Chrysalis 1987). Група діяла до 1987 року.
У 1989 році разом із Блером Бутом і Анучкою Грос він заснував групу Terry, Blair & Anouchka, яка діяла до 1992 року, залишивши позаду альбом Ultra Modern Nursery Rhymes (Chrysalis 1990).
Того ж року він об'єднався з Дейвом Стюартом, відомим Eurythmics. Дует взяв назву Vegas і записав альбом Vegas (BMG 1992).
З 1994 року виступав соло. У тому ж році він записав альбом Home (Anxious Records 1994). У 1995 році альбом було перевидано з іншою обкладинкою та доданим треком Chasing a Rainbow, написаним у співавторстві з Деймоном Албарном з Blur. Він досяг 95 місця в чартах Великобританії. У 1997 році Террі Голл випустив ще один сольний альбом. Він називався Laugh (Southsea Bubble Company 1997) і досяг 50 місця в британських чартах.
У 2001 році він був гостем на синглі 911 з Gorillaz і D12. У 2003 році брав участь у записі синглу Junkie XL Never Alone.
У тому ж році він об'єднався з Mushtaq з гурту Fun-Da-Mental. Як Terry Hall і Mushtaq вони випустили альбом The Hour of Two Lights (Honest Jons/EMI 2003).
У 2007 році він як гість записав кілька треків із Dub Pistols на їхньому альбомі Speakers and Tweeters.
У березні 2008 року Голл повернувся на сцену з відродженим The Specials (без Джеррі Даммерса). Вони поїхали на гастролі. У 2009 році разом із гуртом святкував тридцятиріччя The Specials.
Помер 18 грудня 2022 року. У нього залишилася дружина, режисерка Лінда Хейманн та син. У нього також було двоє старших дітей від першого шлюбу з Жанетт Голл